# San Giovannino nel deserto
Il San Giovannino nel deserto è un dipinto a olio su tavola trasportato su tela (135x142 cm) di Raffaello e aiuti, databile al 1516-1517 circa e conservato nel Museo del Louvre di Parigi.

## Storia e descrizione
L'opera venne eseguita per il cardinale Adrien Gouffier de Boissy, il cui stemma è presente sullo sfondo, accanto a quello dei La Tremouille. Il de Boissy era Grande elemosiniere di Francia sotto Francesco I. Dal 1532 si trova nella collegiata di Saint-Maurice a Oiron da suo nipote Claude Gouffier, maritato appunto a una La Tremoille: gli stemmi dovettero essere aggiunti a quell'epoca. Nel 1660 il conte di la Feuillade offrì il dipinto a Luigi XIV, che le destinò alle collezioni reali. Il passaggio da tavola a tela, pratica assai diffusa in Francia per i dipinti antichi, risale al 1777.
Il giovane san Giovanni Battista è raffigurato vestito della sola pelliccia di cammello, adagiata sulla spalla, mentre, a cavalcioni di un tronco, compie il suo gesto tipico di indicare il cielo, cioè Gesù, di cui fu il Precursore. La forma atletica e mossa del corpo deriva dall'esempio degli Ignudi di Michelangelo sulla volta della Cappella Sistina.
Evidente è la presenza di aiuti per la qualità non eccelsa, dovuta anche al cattivo stato di conservazione. Il disegno sembra comunque da riferirsi al Sanzio, che forse partecipò anche alla stesura di alcune parti.